# Шимунович, Лука
Лука Шимунович (хорв. Luka Šimunović; род. 24 мая 1997, Ливно) — хорватский футболист, защитник финского клуба «Лахти».

## Карьера
Воспитанник клуба «Загреб». Профессиональную карьеру начал в 2014 году в составе клуба «Загреба». В 2016 году на правах аренды играл за «Сегесту». В том же году стал игроком другого хорватского клуба «Рудеш».
В 2017 году играл за латвийский клуб «Спартак» Юрмала. В 2018 году подписал контракт с клубом «Шахтёр» Солигорск, за который провёл 14 матчей в Чемпионате Белоруссии.
В начале 2019 года перешёл в казахстанский клуб «Астана».
В июле 2022 года отправился в аренду в солигорский «Шахтёр». По итогу сезона стал чемпионом Высшей Лиги.

## Достижения
«Астана»
- Обладатель Суперкубка Казахстана: 2019
- Чемпион Казахстана: 2019

«Шахтёр» Солигорск
- Чемпион Белоруссии: 2022